# Torymus persimilis
Torymus persimilis är en stekelart som beskrevs av William Harris Ashmead 1894. Torymus persimilis ingår i släktet Torymus och familjen gallglanssteklar. Inga underarter finns listade i Catalogue of Life.